# ロービジョン
ロービジョン（英語: low vision）とは、視機能が弱く、矯正もできないが全盲ではない視覚障害である。従来は弱視、低視力、見えにくい人と呼ばれた。
原因や症状は様々であり、ほぼ全盲から特定の条件下での視力が低下するなど幅がある。また周囲の明るさや疲労により症状が変化することも多い。
社会の福祉制度により日常生活や就労などの場で不自由を強いられることもあり、
日本においては、最も狭義である視覚障害者認定の二級から六級の人数でも19万人（視覚障害認定のうち6割以上の人数）、日本眼科医会の発表によれば144万9000人いると言われているが、一般的な視覚障害者への理解が「視覚障害＝全盲」に留まることにより、社会的に充分に「ロービジョン」が理解されにくく、日常生活や就労などの場で不自由を強いられたため「晴眼と全盲の狭間にいる」と形容されることもある。
医学の分野では医学的弱視 (英: amblyopia) と呼ばれる。弱視の項目に詳しい。

## 概要
日本では「低視力＝弱視」と認識されているケースが多かったが（例：小中学校における「弱視学級」）、近年では眼科領域で用いられている弱視との混乱を避けるため、いわゆる社会的弱視、教育的弱視を日本においても「ロービジョン」と呼ぶようになってきた。
夜盲症（鳥目）や視野狭窄、中心暗点、羞明、複視、眼震、色覚異常、眼瞼下垂、昼盲も、本質的な意味での視覚障害である。ロービジョン者の多くはこのようないずれかの症状を持つ。一人ひとりが感じている「見えにくさ」はそれぞれ全く違うものである。天候や疲労により、同じ人、同じ一日の中でも症状の強さが違う。
充血もなく、目を見開き、眼球を動かせる場合もあり、健常者となんら変わらない外見のため、周囲から障害を理解されにくい。また視覚障害者として内部からも、「見えなさ」と「見えにくさ」の違いへの無理解等や「見えにくさ」に起因する社会的障壁への無理解により、偏見を持たれる事が非常に多い。
具体的に言えば、晴眼者、全盲者の双方から（全盲と比べて）「見えているくせに」、「見えているのだから」と言われる事が多いのである。
医学の発展により、従来は失明に至る事が多かった病気でも、視機能が残存するケースが増えた。つまり、視覚障害全体におけるロービジョンの比率は過去に比べ、上がっている。
近年、日本においては超高齢社会の進行に伴い、老眼に限らない形で高齢からの視覚障害も増えている。同様にその多くはロービジョンである。加齢黄斑変性や白内障、緑内障がよく知られる。
弱視からロービジョンへの言い替えの起因の一つでもある「ロービジョンケア」の考え方は、「メガネをかけても0.1しか見えない」とあきらめるのではなく「メガネをかけて0.1見ることができる方に、ロービジョンエイド（視覚補助具）を使うこと等で、新聞等がより見やすくなる環境を考えること」、または「たとえ矯正視力が1.0あったとしても、夜盲や昼盲、視神経損傷による視野狭窄、眼筋による視機能の低下（複視や眼瞼下垂）などで、仕事や学業、生活に不自由を感じている人の負担を軽減するケア」ともいえる。
2000年4月には日本ロービジョン学会が設立された。毎年1回学術総会が開催され、活発な議論が展開されている。

## 定義
簡便な定義としては「眼鏡やコンタクトレンズなどの視力矯正具を使っても十分に矯正できず、生活に不便を感じる状態」である。
日本の障害者福祉における視覚障害の認定基準には関係者から異論が多く、ロービジョンかどうかの区別には不適切な状態である。ロービジョンを知る関係者は「ロービジョン者は視覚障害の認定から外れた所にもいる」という共通認識である。
眼科医などの専門家の間でも明確な定義はないが、世界保健機関 (WHO) では、矯正眼鏡を装用しても「視力が0.05以上、0.3未満」の状態をロービジョンと定義している。が、またこれに異論を唱える声もある
。
従来の法的な定義では0.05未満が盲とされているため、WHOの定義により、より多くの人がロービジョンのほうにカテゴライズされることになる。WHOの定義による盲とロービジョンの全世界における人口推定は、盲が700万人に対してロービジョンが6100万人に及ぶ。
上記のように、専門家でも見解が分かれる状態のため、行政に「認定」されるか否かがクオリティ・オブ・ライフ (QOL)に大きく影響する障害当事者個人にとっての大きな問題になっている。そして、明確な「定義」を必要とするビジネスや行政の世界において、ロービジョン者向け対策が後回しにされがちな大きな一因にもなっている。
また、呼び方がここまで本項目で出てきただけでも「ロービジョン」「見えにくい人」「弱視」「低視力」「半盲」とほぼ同じ人、同じ状況を指すにもかかわらず、場面ごと、時代状況ごとに様々であり、それを「盲人→視覚障害者」と同様な理解をしている人数は極端に少ない。このことも、わかりづらさの一因である。
障害を持つ当事者やその家族においても、自らが「ロービジョン」または「弱視」であるという自己認識を持ちづらい（芸能人の中にも、実際は「ロービジョン」といって差し支えない状態にいる人がいるのは事実である。典型として戦後直後に人気爆発し爆笑王『笑いの水爆』などあだ名された三遊亭歌笑や近年公表した尾藤イサオ（黄斑変性症）など）。
問題なのは、社会において『盲』は誰もが考え恐れる立場なのに対して、ロービジョンという状態はこれだけの数がいながら、知名度・理解度が大変に低い点である。周囲からの認知度や理解度が非常に低い事こそが、まさに障害は社会の側にある、とする「社会的モデル」の観点で、ロービジョンを障害たらしめている、ともいえる。

## 社会生活
日本に限らず、視覚障害者の中では全盲より（社会的）弱視のほうが多い。日本でも（定義づけにもよるが、一番控えめな数字でも）全視覚障害者中、6割強を占める。見えないわけではないが矯正ができないため、日常生活を送る上で支障が多い。しかし、視覚障害者＝全盲という古い誤った知識に端を発する関係者の認識不足（障害者福祉における視覚障害の認定基準の幅が狭いことや、担当眼科医や地方自治体の見解の不統一）により、基準に該当しない、つまり身体障害者手帳が交付されないケースも少なくない。
生活には視覚補助具として拡大鏡（いわゆるルーペ）や、単眼鏡、拡大読書器などを使用する（拡大）。

### 読む
中心暗点を持つ場合、偏心視というテクニックで症状を回避する者もいる。また状況により、音声化を利用する人や拡大と音声化を併用する人もいる。

#### 拡大
印刷物の書体に関しては、早くから研究が進み、ゴシック体やハイコントラスト（グレー階調の無いコピーのような表示様式）、さらには白黒反転の視認性の高さによる有効性が、関係者に広く認識され、ユニバーサル志向の場合、「拡大文字版」「大活字版」という形での提供の方法が取られる場合もある（例：国勢調査）。そのうち文字サイズは「22ポイントが（最大公約数的に）読みやすい」とされ、大活字本や、当事者団体の機関誌の印刷版、拡大教科書の文字の基本サイズにも採用されている。近年では、開口部を広げる、濁点・半濁点を大きくするなど、文字を見分けやすくする工夫をしたユニバーサル・デザインフォント（書体）も開発されている。
拡大写本や大活字本は、補助具を使うことなく読めるため、“見えにくさ”を抱える多くの当事者にとって読みづらさを解決する目下最良の手段である。が、現状としてこの分野では、教科書バリアフリー法の成立に見られるように、拡大教科書の関連のみが突出して発展している。公共図書館の視覚障害者向けサービスや、また特に点字図書館は、ほぼ点訳や音訳だけの図書構成であり、拡大写本のサービスを手掛ける図書館は極めて少ない。大活字本も一般図書扱いとし、主に高齢者向けに選書・配架しているケースが多い（ロービジョン（弱視）者向けに本格的な利用促進をしているケースが少ない）。
電子書籍は、容易に自分にとって最適の字体や拡大が選べ、状況によっては音声読み上げも選べ、自由に読めるであろう事により期待が高まっている。
また、「読む」ということは自宅や会社に留まらず、街頭や買物先等でも頻繁に行うものである。拡大鏡（いわゆるルーペ）や単眼鏡を使うのみならず、近年著しい発展が進む携帯型の拡大読書器を使って可能性を広げる事ができる（例：買物先のスーパーで賞味期限や原材料を確認する）。
パソコンにも弱視者の使用に配慮し、白黒反転機能や拡大鏡機能がついているオペレーティングシステムがある（アクセシビリティの項も参照の事）。

#### 音声
また、音訳による録音図書（近年特にDAISY図書）や点字データの音声化を利用する事が出来る。点字の普及率は低い（サピエ図書館や公共図書館の障害者サービスを参照の事）。
テキストや操作を音声で読み上げる「スクリーンリーダー」というアプリケーションを利用する人もいる（詳しくは、アクセシビリティの項目を参照の事）。特にらくらくホンは、誰もが持つ携帯電話という端末である事、あらかじめ機能が付いていて簡単に使い始められる事、文字を拡大したりという手段と音声読み上げの手段がシームレスに選べる事から、ロービジョンの人たちにも普及率は高い。スクリーンリーダーの利用により、当事者の活動や表現の幅が、特にコンピュータを利用した世界で大きく広がっているのだが、それが就職にはなかなか繋がっていないのが、目下の大きな課題である（就労支援）。
印刷された活字の理解（読む）事については、スキャンして音声化や拡大化で読む手段もある。PCにソフトをセッティングし、スキャナーで取り込み読み上げる形から始まり、一体型の機械が複数のメーカーから発売されるまでの状況になっている。定型的な文書には強みを発揮する。が、多様に存在するレイアウトに対応しきれていない事、OCRスキャンの誤読が避けられない事が課題である。
大学などの高等教育機関に進学した場合、数多くのテキストを（点字や音声訳、拡大文字などに）メディア変換する必要がある。視覚障害者の情報支援は、学問を志す人にとって、基本かつ重要な事柄である。

### 移動
「見えにくく」なると、行動の範囲が狭まり、移動も個人で運転できる手段（自動車・自転車等）から、公共交通機関（電車・バス・タクシー等）に頼りがちになってくる。障害認定を受けている場合には、障害の程度に応じて公共交通等の割引の適用がある。同様にガイドヘルプの利用にも費用補助がある。また非常に稀だが、盲導犬を利用する弱視者もいる。移動のアクセシビリティにおいては、「見えにくい」事に対して、サイン類のコントラスト改善等による対策が徐々に進んでいる（例：鉄道駅の案内サイン改善）。高齢者、障害者等の移動等の円滑化の促進に関する法律（バリアフリー新法）も参照の事。

#### 段鼻問題
段差をコントラストで強調していない階段やちょっとした段差の段鼻（角の部分）が見えづらく、一枚の平面に見えるため、つまづいたり転んで落下する危険を感じる、といった比較的多くの人に共通する問題もある。鉄道駅では改善が進み、多くの駅で段差を強調するテープが貼り付けられている会社もある。

#### 調和する点字ブロック問題
視覚障害者誘導用ブロック（いわゆる点字ブロック）の色が目立つよう（黄色が大多数）になっているのは、「見えにくい」弱視者（のみならず結果的に高齢者）に輝度比（ハイコントラスト）で「道」を伝える目的であるが、実際にはデザイン優先により周囲の環境と調和する色合い（ステンレスの点字鋲等）を選び、結果として本来の目的を見失った形で「道」をわかりづらくしている施設は近年むしろ増えている（例：六本木ヒルズ、新丸ビル等の民間大手不動産業者による近年の代表的施設や市役所等の公共セクターの施設でも同様）。これに対し、国土交通省が基準を明確にした。

#### 白杖問題
身体障害者手帳を交付されている者は、道路交通法で白杖を持つことが義務づけられている。道路交通法上の白杖は「政令で定めるつえ」を指しており、道路交通法施行令で、色は白色又は黄色と定められているが、形状や材質には言及されていない。
しかし、全く見えないわけではないこと、「白杖＝全盲（＝視覚障害者）」という自他が強く持つレッテル、白杖を使わずに行動することに慣れている（＝必要だと感じていない）、自身の障害（疾患）の受容の度合い、等様々な理由から白杖を持つことに抵抗を感じる人も多い。

#### ロービジョン者と運転免許
運転免許に必要な視覚の要件は、第一に視力であり、その視力要件を満たさない場合に視野が問われる。
普通免許（自動車免許）の場合は「視力が両眼で0.7以上、かつ、一眼でそれぞれ0.3以上であること」が第一要件であり、それを満たさない場合の要件が「又は一眼の視力が0.3に満たない者若しくは一眼が見えない者については、他眼の視野が左右150度以上で、視力が0.7以上であること」となっている。
同じように、原付免許の場合も「視力が両眼で0.5以上であること」が第一要件であり、「又は一眼が見えない者については、他眼の視野が左右150度以上で、視力が0.5以上であること」が第二要件となっている。
このように、視覚要件（特に第一要件）をクリアしていれば、定期的に医師の診察治療を受けているロービジョン者であっても運転免許の取得・更新が可能な場合が少なくなく、公共交通が不便であったり、家庭の事情、仕事のため、等の理由からなかなか運転をあきらめることができないロービジョンドライバーへの対応理解が課題である。
一方で、視力・視野の程度が運転免許と障害認定のどちらの基準も満たしていないために、移動手段に制限を受けるロービジョン者もいる。この場合、運転免許も障害者手帳も持たないために、就職等に支障が出ることが多い。

## 教育
日本では1960年代まで、弱視の児童・生徒は盲学校へ入学させられた上に、将来は按摩師か鍼医になるしか進路はないということで、子どものうちから指先の感覚を磨くために、点字による授業を強制されていた。団塊の世代以上の弱視者では、自転車でマッサージの出張治療が可能でも、墨字（すみじ）が全く読めない人も多い。
1970年代半ば頃から、普通の公立学校でも弱視者を受け入れるところも増えているが、交友関係や部活動などでついて行けずに盲学校へ戻ってしまう生徒もいる。盲学校側でも弱視者に対する配慮、特に墨字による教育には関心を持っているが、現在ほとんどの公立盲学校が1学年あたり生徒数が2・3人という状態では、全盲と弱視を分けて教育するのは無理であり、理想的な弱視教育の環境は整っていない（拡大教科書、弱視学級、拡大読書器、統合教育の項も参照の事）。

## 体験する
高齢者体験の一環としての白内障体験キットや、アイマスクを着用しての盲人体験は割とポピュラーであるが、ロービジョン（または弱視）体験キットという物もあり、複数の種類が存在する。多くは中心暗点や視野狭窄などを中心に擬似的に体験できる物である。